# Farkas Ákos András
Farkas Ákos András (Caracas, Venezuela, 1985. május 22.), okleveles nemzetközi politológus, okleveles középkori történész, genealógus, a Magyar Történelmi Családok Egyesülete genealógiai bizottságának a tagja, valamint az egyesület Jótékonysági bál szervezői bizottságának a tagja, a Venezuelai-Magyar Egyesület (VEHU) elnökségi tagja, az MHGTnek a tagja, a Magyarország Barátai Alapítványnak (Friends of Hungary Foundation) a tagja.

## Családja és származása

A boldogfai Farkas család címere.

A Zala vármegyei római katolikus nemesi származású boldogfai Farkas családnak a sarja. Apja caracasi utazási ügynök, a AVAVIT (Asociación Venezolana de Agencias de Viajes y Turismo) az az a Venezuelai Utazási és Turizmusi Ügynökségek Országos Egyesületének a titkára, SKÅL Club Internacional Caracas tagja, anyja női ruha nagykereskedő. Apai nagyszülei boldogfai Farkas Endre (1908–1994) vézérkari őrnagy, nagybirtokos és a budapesti nagypolgári római katolikus Lenz családból való Lenz Klára (1924–2013), textilművész, nagybirtokosnő, budapesti bérház-tulajdonos voltak. Apai nagyapai dédszülei dr. boldogfai Farkas István (1875 – 1921), jogász, a sümegi járás főszolgabírája, és a Pest vármegyei nemesi származású persai Persay családból való persai Persay Erzsébet (1885–1913) voltak; boldogfai Farkas Istvánné persai Persay Erzsébetnek a szülei persai Persay Gyula (1855–1924), zala-novai gyógyszerész, vármegyei bizottsági tag, "Nova és Vidéke Takarékpénztár Részvénytársaság" vezérigazgatója, a Függetlenségi és Negyvennyolcas Párt novai vezetője, valamint a nemeskéri Kiss családból való nemeskéri Kiss Erzsébet (1867–1888) voltak. Az apai nagyapai ükszülei boldogfai Farkas Ferenc (1838 – 1908), Zala vármegye számvevője, pénzügyi számellenőre, Zala vármegyei bizottsági tag, a zalai gazdakör tagja, virilista, földbirtokos, és a nemesnépi Marton családból való nemesnépi Marton Zsófia (1842 – 1900) voltak.
Az apai nagyanyai dédszülei Lenz József (1897–1965), budapesti nagykereskedő, kereskedelmi tanácsos, a "Pro Ecclesia et Pontifice" érdemrend tulajdonosa, tartalékos huszár százados, a "Magyar Gyümölcsexportőrök és Importőrök Egyesülete" elnöke, nagybirtokos, budapesti bérház-tulajdonos, "Lenz testvérek cég" társtulajdonosa és a római katolikus budapesti nagypolgári Topits családból való Topits Klára (1901–1993) voltak; Lenz Józsefné Topits Klára szülei Topits Alajos József (1855–1926), Ferenc József-rend lovagja, a „Topits József fia” nevű Első Magyar gőztésztagyár tulajdonosa és igazgatója, és Eckstein Franciska (1870–1945) voltak. Farkas Ákos András felmenői között boldogfai Farkas család révén a barkóczi Rosty-, a lovászi és szentmargitai Sümeghy-, a szenttamási Bertalan-, verbói Szluha-, a zalalövői Csapody-, a persai Persay-, a nemesnépi Marton-, a nemeskéri Kiss-, a nemes Foky-, a tápióbicskei Bitskey-, a petrikeresztúri Patay-, a pókafalvi Póka-, az osztopáni Perneszy-, a sidi Sidy-, a szenterzsébeti Terjék-, és több más neves köznemesi származású család is található; a Lenz család révén pedig az előkelő budapesti régi nagypolgári Prückler-, és a Topits családok leszármazottja.

## Élete
Caracasban, Venezuelában született és nőtt fel. 20 éves korában kezdett magyarul tanulni. 2010-ben költözött el Budapestre és ekkor lépett be a Magyar Történelmi Családok Egyesületébe. Caracasban nemzetközi politológiát a Metropolitana Egyetemen, Magyarországon az ELTÉ-én középkori történelemről szóló mesterképzést végzett. Mentora a történelem terén Őriné dr. Bilkei Irén régész, főlevéltáros, a Zala Megyei Levéltár igazgatója, címzetes igazgató. 2015. július 5—8-én zajlott Gödöllőn a Magyar Levéltárosok Egyesülete Vándorgyűlése; a Második világháború katonai és közigazgatási forrásait kiegészítő szubjektív jellegű források (emlékiratok, naplók, visszaemlékezések) közül a Dél-Amerikából Magyarországra hazatelepült unoka, a történész végzettségű Farkas Ákos András mutatta be nagyapja életét és munkásságát boldogfai Farkas Endre vezérkari őrnagy emlékiratai című előadásában. 2017-től kezdtek megjelenni Farkas Ákos András családtörténeti közleményei a neves Gudenus János József családfakutató által szerkesztett „Nobilitas” című évi kötetében; Farkas Ákos András közleményei főképpen Zala vármegyei nemesi családokról szóltak. A családfa-kutatás terén Gudenus János lett a mentora.
Az apai nagyanyja boldogfai Farkas Endréné Lenz Klára révén Budaörshöz és Nyékládházához kötődött; többször díszvendégként jelent meg a két településen, amelyben életben tartják a Lenz család iránti tiszteletet. Farkas Ákos András és apai nagynénje Mayoral Joséné boldogfai Farkas Teódorával együtt több ízben textileket, festett szentképeket, illetve aranyozott fatükröket adományoztak Nyékládháza városa számára, amelyek egykor a néhai boldogfai Farkas Endréné Lenz Klára tulajdonát képezték. 2018. november 29-én a Budaörsi Kert Barátok szervezésével az Arany János utca 10-es szám alatti Aranytíz kultúrházban zajlott egy konferencia, amelyen Teleki András Phd történész hallgató, Farkas Ákos András, és Szekeres-Ugron Villő művészettörténész hallgató előadást tartott a Lenz család és Lenz József karitatív szerepéről, a Lenz család történetéről az emigrációban valamint Lenz Klára textiljeiről egyaránt. A konferencia után a nyékládházi és a budaörsi textil gyűjteményt lehetett megtekinteni a kiállító teremben.
2021-ben, 2022-ben és 2023-ban a Magyar Történelmi Családok Egyesülete a Stefánia Palotában szervezte az évi jótékonysági bálját Zichy Pál egyesületi elnök báli főszervező és boldogfai Farkas Ákos András báli társszervező lébonyolításával; 2024-ben az évi jótékonysági bált a Corinthia Hotelben szervezték. 2023-tól Farkas Ákos András a Budapesten székelő és működő Venezuelai-Magyar Egyesület (VEHU) elnökségi tagja, amelyben szervezői szerepet vállal, illetve többször tartott magyar történelemről szóló előadásokat és katedrákat spanyol nyelven. Másrészt etikettről és illemtanról szóló előadásokat is tartott több ízben spanyol és magyar nyelven.

## Munkassága
- Ambrus litteratus és a Maráczy család. (In: Szerk: Gudenus János József. Nobilitas 2018. XIV. Évfolyam. 283.o.)
- A Bertalan család (szenttamási). (In: Szerk: Gudenus János József. Nobilitas 2024. XX. Évfolyam. 37.o.)
- A Bésán család (dunaszekcsői). (In: Szerk: Gudenus János József. Nobilitas 2024. XX. Évfolyam. 54.o.)
- Brodarics Mátyásné csébi Pogány Sára, a 16. századi birtokszerző asszony. A csébi Pogány család. (In: Szerk: Gudenus János József. Nobilitas 2018. XIV. Évfolyam. Budapest. 287. o.)
- A Csertán család. (In: Szerk: Gudenus János József. Nobilitas 2019. XV. Évfolyam. Budapest. 67.o.)
- A Csillagh család (csáfordi). (In: Szerk: Gudenus János József. Nobilitas 2020. XVI. Évfolyam. Budapest. 58.o.)
- A Deák család (kehidai). (In: Szerk: Gudenus János József. Nobilitas 2022. XVIII. Évfolyam. Budapest. 65.o.)
- A Farkas család (boldogfai). (In: Szerk: Gudenus János József. Nobilitas 2017. XIII. Évfolyam. Budapest. 56. o.)
- A Foky család (nemes és báró). (In: Szerk: Gudenus János József. Nobilitas 2024. XX. Évfolyam. Budapest. 136.o.)
- A Háczky család (csengeri). (In: Szerk: Gudenus János József. Nobilitas 2023. XIX. Évfolyam. Budapest. 65.o.)
- A Horváth család (pósfai). (In: Szerk: Gudenus János József. Nobilitas 2020. XVI. Évfolyam. Budapest. 109.o.)
- A Koppány család. (In: Szerk: Gudenus János József. Nobilitas 2021. XVII. Évfolyam. Budapest. 111.o.)
- A Marton (nemesnépi) család. (In: Szerk: Gudenus János József. Nobilitas 2018. XIV. Évfolyam. Budapest. 123. o.)
- A Pálffy család (pálfiszegi). (In: Szerk: Gudenus János József. Nobilitas 2020. XVI. Évfolyam. Budapest. 211.o.)
- A Persay család. (In: Szerk: Gudenus János József. Nobilitas 2021. XVII. Évfolyam. Budapest. 191.o. )
- A Sidy család. (In: Szerk: Gudenus János József. Nobilitas 2022. XVIII. Évfolyam. Budapest. 207.o.)
- "Sose volt Csekonics báró!". (In: Szerk: Gudenus János József. Nobilitas 2017. XIII. Évfolyam. Budapest. 311.o.)
- A Sümeghy család (lovászi és szentmargitai). (In: Szerk: Gudenus János József. Nobilitas 2018. XIV. Évfolyam. Budapest. 186. o.)
- A Szladovits család (szladeoviczi). (In: Szerk: Gudenus János József. Nobilitas 2022. XVIII. Évfolyam. Budapest. 251.o.)
- A Tuboly család (tubolyszeghi). (In: Szerk: Gudenus János József. Nobilitas 2022. XVIII. Évfolyam. Budapest. 298.o.)
- Az Udvardy család (udvardi és básthi). (In: Szerk: Gudenus János József. Nobilitas 2021. XVII. Évfolyam. Budapest. 239.o.)
- A Viosz család (nemesvitai). (In: Szerk: Gudenus János József. Nobilitas 2023. XIX. Évfolyam. Budapest. 240.o.)